# August Hedinger
Friedrich August Hedinger (* 4. November 1841 in Stuttgart; † 25. Februar 1910 ebenda) war ein deutscher Arzt, Privatforscher auf dem Gebiet der Anthropologie sowie Philanthrop.

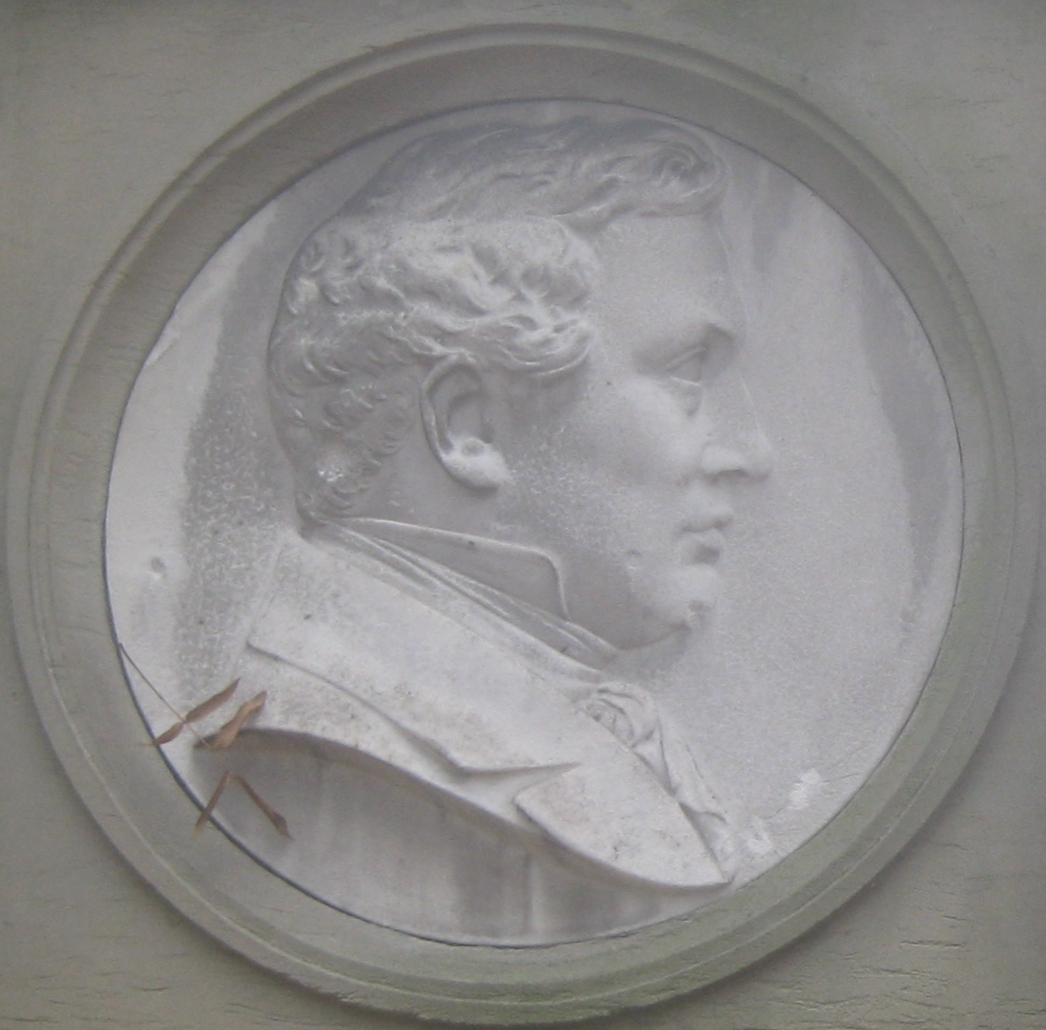
Bildnismedaillon von Hedingers Grab auf dem Fangelsbachfriedhof in Stuttgart, Abteilung 11.

## Leben
Der Sohn des Arztes Christoph Friedrich Hedinger legte 1859 in Stuttgart das Abitur ab. Zum Sommersemester 1859 nahm er das Studium der Medizin an der Eberhard Karls Universität Tübingen auf. Ferner beschäftigte er sich mit Geologie und Paläontologie. 1859 wurde er Mitglied der Studentenverbindung Staufia Tübingen. 1864 trat Hedinger in die Stuttgarter Burschenschaft Ghibellinia ein sowie 1876 in die Landsmannschaft Schottland. 1864 wurde er mit der Dissertation Die Entwickelung der Lehre von der Lungenschwindsucht und der Tuberculose von den ältesten Zeiten bis auf die Gegenwart bei Carl von Liebermeister zum Dr. med. promoviert. Sodann war er 1865 bei Adam Politzer in Wien tätig. Von 1866 bis 1889 praktizierte Hedinger in Stuttgart als Arzt in eigener Privatklinik, wobei er sich auf Ohrenheilkunde spezialisierte.
Nachdem Hedinger seine Tätigkeit als Mediziner ruhen ließ, waren es die Fragen der Geologie und Paläontologie, welche ihn interessierten, und als Schüler Friedrich August von Quenstedts war sein Hauptbestreben zunächst darauf gerichtet, durch Aufsammlungen ein möglichst großes Material in die Hand zu bekommen, welches später die Grundlage mannigfacher wissenschaftlicher Untersuchungen wurde. Als einer der Mitbegründer des Württembergischen Anthropologischen Vereines ging er von der Geologie zur Archäologie über, um zunächst auch hier wieder durch Ausgrabungen sich praktisch zu betätigen und Material zu sammeln. Von besonderer Wichtigkeit war dabei die im Jahr 1890 gemeinsam mit dem schwäbischen Höhlenverein ausgeführte Ausgrabung der Höhlen bei
Gutenberg an der Schwäbischen Alb, wobei speziell im Heppenloch eine wissenschaftlich interessante eiszeitliche Tierfauna zutage gefördert wurde. 1895 veröffentlichte er die Resultate geologischer Untersuchungen prähistorischer Artefakte des Schweizerbildes sie erschienen als Denkschrift der Schweizer Naturfreunde Gesellschaft. 1903 wurde er zum Mitglied der Gelehrtenakademie Leopoldina gewählt (Fachsektion für Anthropologie, Ethnologie und Geographie). Des Weiteren war er Mitbegründer des Vereins für das Deutschtum im Ausland.
Seine sämtlichen geologischen Ansammlungen vermachte er dem Naturalienkabinett, der Technischen Hochschule in Stuttgart, sowie dem Naturhistorischen Museum Wien. Die archäologischen Ansammlungen ließ er der Universitätssammlung in Tübingen zukommen.
Hedinger war mit Marie Renner, der Tochter des württembergischen Finanzministers Andreas von Renner verheiratet.

## Ehrungen
- 1904 ernannte ihn der Württembergische Anthropologische Verein, dessen Vorsitzender er von 1896 bis 1904 war, zum Ehrenvorsitzenden.

## Schriften
- Die Galvanocaustik seit Middeldorpf: Nach fremden und eigenen Erfahrungen für das praktische Bedürfniss, Enke, 1879
- Die Taubstummen und die Taubstummen-Anstalten. Enke, 1882
- Die Häufigkeit der Ohrenkrankheiten bei Eisenbahnbeamten. Berlin 1883
- Der Oelbaum. Eine culturhistorische Skizze. Prag 1886
- Die Höhlenfunde aus dem Heppenloch, in: Jahresheft des Vereins für vaterländische Naturkunde und Korrespondenzblatt der deutschen Gesellschaft für Anthropologie. 1891
- Ausgrabungen in Karsthöhlen, in: Archiv für Anthropologie Bd. XXIL 1894
- Über das erste Auftreten des Hundes und seine Rassenbildung, in: Jahresheft des Vereins für vaterländische Natarkunde. Bd. 50. 1894
- Resultate geologischer Untersuchungen prähistorischer Artefakte des Schweizerbildes. Denkschrift der Schweizer Naturfreunde Gesellschaft, Bd. XXXV. 1895
- Zur Frage der ältesten Methode der Feuererzeugung, in:  Archiv für Anthrophologie. Bd. XXV. 1898
- Handelsstrassen über die Alpen in vor- und frühgeschichtlicher Zeit, in: Globus. Bd. LXXVJII, Nr. 10, 1900
- Die vorgeschichtlichen Bernsteinartefakte und ihre Herkunft. De Gruyter, Straßburg 1903, ISBN 978-3-11-198557-2
- Die Kelten, in: Archiv für Anthropologie. Bd. XXVII. 6
- Neue keltische Ausgrabungen auf der schwäbischen Alb: 1900 und 1901. Vieweg Verlag, Braunschweig 1903